# 平略镇
平略镇，是中华人民共和国贵州省黔东南苗族侗族自治州锦屏县下辖的一个乡镇级行政单位。

## 行政区划
平略镇下辖以下地区：
平略村、讲略村、果从村、地芽村、八洋村、林星村、五星村、甘乌村、高朗村、南堆村、留纪村、岩寨村、永宁村、寨早村、归朝村、岑梧村、平敖村和三板溪村。